# Condado de Kolno
Nota linguística: Não confundir hrabstwo (condado) com powiat (divisão administrativa)..
Kolno (polaco: powiat kolneński) é um powiat (condado) da Polónia, na voivodia de Podláquia. A sede é a cidade de Kolno. Estende-se por uma área de 939,73 km², com 39 955 habitantes, segundo os censos de 2005, com uma densidade 42,52 hab/km².

## Divisões admistrativas
O condado possui:
Comunas urbanas: Kolno
Comunas urbana-rurais: Stawiski
Comunas rurais: Grabowo, Kolno, Mały Płock, Turośl
Cidades: Kolno, Stawiski

## Demografia
População (dados de 30 de Junho de 2005):
|          | Total   | Total | Mulheres | Mulheres | Homens  | Homens |
| -------- | ------- | ----- | -------- | -------- | ------- | ------ |
|          | pessoas | %     | pessoas  | %        | pessoas | %      |
| Total    | 39 955  | 100   | 19 865   | 49,7     | 20 090  | 50,3   |
| Cidades  | 13 268  | 100   | 6758     | 50,9     | 6510    | 49,1   |
| Povoados | 26 687  | 100   | 13 107   | 49,1     | 13 580  | 50,9   |